# Andrena albifacies
Andrena albifacies is een vliesvleugelig insect uit de familie Andrenidae. De wetenschappelijke naam van de soort is voor het eerst geldig gepubliceerd in 1927 door Alfken.